# Здание Мартинелли
Здание Мартинелли (порт. Edifício Martinelli) — небоскрёб в историческом центре города Сан-Паулу, столице штата Сан-Паулу в Бразилии. Расположен в районе Се между Руа-Сан-Бенту, Авенида Сан-Жуан и Руа-Либеру-Бадаро.
Проект здания был заказан в 1922 году предпринимателем Джузеппе Мартинелли венгерскому архитектору Вильмошу Филлингеру. Строительство длилось с 1924 по 1929 год. Высота здания составляет 105 метров. В небоскрёбе 28 этажей. На момент открытия это было самое высокое здание в Латинской Америке и самое большое здание с бетонным каркасом в мире.
В первые годы здание Мартинелли служило местом встреч для высшего общества Сан-Паулу. В его салонах устраивались танцы, чаепития и вечера. На углу Руа-Сан-Бенту действовал кинотеатр «Сине Театро Росариу», который долгое время был одним из главных кинотеатров города. Во время Конституционалистской революции 1932 года на верхних террасах небоскрёба размещалась батарея зенитных пулемётов для обороны города от  самолетов республиканского правительства, которые угрожали ему бомбардировкой.
В разное время в здании располагались штаб-квартиры нескольких политических партий: Республиканской партии Паулистов (PRP), Бразильской коммунистической партии (PCB) и Национального демократического союза (UDN). Здесь же занимали помещения клубы итальянской и португальской общин города.
В 1943 году, после вступления Бразилии во Вторую мировую войну, здание было конфисковано правительством страны, вместе с другими активами, которые прежде принадлежали гражданам и подданным стран Оси, проживавшим в Бразилии. В 1944 году оно было продано с аукциона, по итогам которого его разделили между 103 владельцами. И уже в 1950-е годы небоскрёб стал приходить в упадок. Здание продолжало разрушаться, пока в середине 1970-х его новым владельцем не стала мэрия Сан-Паулу.
В 1975—1979 годах небоскрёб был полностью реконструирован мэром Олаво Сетубалом. В настоящее время в нём размещаются Департаменты муниципального жилищного строительства и планирования, компании Emurb и Cohab-SP, штаб-квартира Ассоциации банков Сан-Паулу и несколько магазинов на первом этаже. Из-за своей высоты здание служит смотровой площадкой, откуда открывается вид на близлежащие достопримечательности, такие как Вале-ду-Анангабау и Собор Сан-Паулу.